# Achim Müller
Achim Müller (n. 14 februarie 1938, Detmold, Renania de Nord-Westfalia, Germania – d. 28 februarie 2024) a fost un om de știință german care și-a desfășurat activitatea de cercetare împreună cu grupul său la Facultatea de Chimie a Universității din Bielefeld.

## Cariera academică
Achim Müller a studiat chimia și fizica la Universitatea din Göttingen, unde în 1965 a obținut titlul de doctor în chimie, iar în 1967 titlul de doctor habilitat. În 1971 a devenit profesor la Universitatea din Dortmund, iar din 1977 este profesor de Chimie Anorganică la Universitatea din Bielefeld. Activitatea sa de cercetare abordează chimia metalelor tranziționale în sinteză, spectroscopia și teoria în special în legătură cu nanochimia (a se vedea, de asemenea, Ref. [8-13]), chimia bioanorganică inclusiv fixarea biologică a azotului, magneți moleculari, fizică moleculară, precum și domeniul istoriei și filozofiei științei. Achim Müller a publicat aproximativ 900 de lucrări originale în peste 100 de reviste din diverse domenii, mai mult de 40 articole monografice de sinteză (review) și este coeditor a 14 cărți (a se vedea link-urile externe de mai jos). Achim Müller este membru al mai multor academii naționale și internaționale (de exemplu, Leopoldina Nationale Akademie der Wissenschaften, Polish Academy of Sciences, The Indian National Science Academy), deține numeroase titluri (doctor, profesor și membru onorific) și premii (de exemplu, Alfred Stock Memorial Prize 2000, Prix Gay-Lussac/Humboldt 2001, Sir Geoffrey Wilkinson Prize 2001, Centenary Lecture of the Royal Society of Chemistry Londra 2008/9). În 2012 el a fost distins de către European Research Council (ERC) cu prestigiosul "Advanced Grant" (pentru onoruri a se vedea link-urile externe).

## Arii de Cercetare

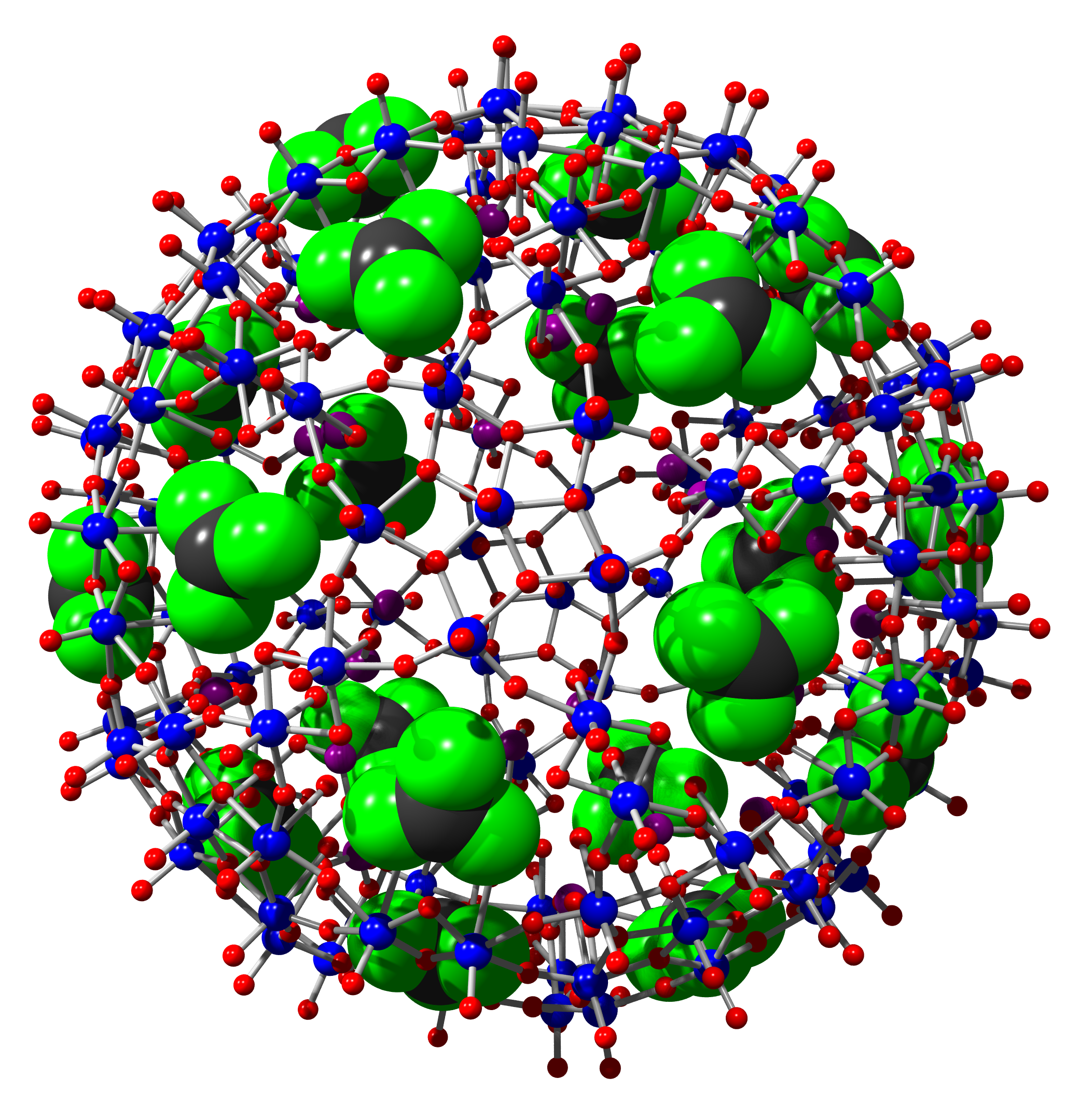
Capsula sferică poroasă pe bază de polioxomolibdat cei 20 de pori cu funcție de eter-coroană pot fi închiși treptat cu cationi de guanidină, aceștia având rol de oaspete.

Descoperirile sale cele mai importante până în prezent se referă la metoda tip bottom-up de formare a nanoclusterilor poroși și utilizarea acestora ca materiale versatile (a se vedea Ref. [1]). Acestea includ:
- procese, inclusiv catalitice, în condiții de spațiu închis, în special capsule cu pori care se închid treptat și funcționalități interne controlabile
- controlarea hidrofobicității interiorului nanoclusterilor pentru a influența, de exemplu, apa încapsulată  permițând studiul efectului hidrofobic
- adaptabilitatea chimică în nanomateriale
- chimia multi-supramoleculară pe suprafețe sferice
- modelarea transportului cationilor prin membrane și separarea lor în spații restrânse
- studiul noilor stări în soluțiile ionilor anorganici prin formarea de vezicule
- chimia coordinativă pe suprafețe, în porii și în cavitățile nanocapsulelor
- chimia încapsulării în general, inclusiv reacții în spații reduse
- legarea versatilă a nanoclusterilor în diferite faze, de.ee. filme, monostraturi și în faza gazoasă
- exemple de Darwinism supramolecular/chimic
- magneți moleculari fără precedent.

Descoperirea sferelor moleculare uriașe (Keplerates) de tipul Mo132 (cu diametrul de cca. 3 nm) și a derivaților acestora, a clusterului de tip roată Mo154 (Ref. 1 și ) și a clusterului Mo368 cu structură asemănătoare unui arici (dimensiune cca 6 nm) a dus la o schimbare de model nu numai în ceea ce privește dimensiunile acestora, dar mai ales datorită proprietăților lor unice ca nanomateriale. Aceste molecule unice au dimensiuni mari, care se pot demonstra prin compararea unei molecule diatomice de oxigen (lungime 0.12 nm), ca unitate metrica, cu Mo368 care este de 50 ori mai mare. Lucrările lui Müller demonstrează, de exemplu, modul în care procesele celulare, cum ar fi transportul ionilor, pot fi modelate în capsule de tip sferic cu pori Toți acești clusteri aparțin clasei de compuși cunoscută sub numele de polioxometalați, iar o parte din ei aparțin familiei „albastru de molibden”. Acești compuși sunt studiați de mai multe grupuri în toată lumea în special în legătură cu Știința Materialelor (a se vedea Ref [1].).

## Publicații
Lista de publicații și, de asemenea, răspunsul la publicații sub formă de „highlights” se găsesc pe pagina personală a lui Achim Müller: 
A se vedea de asemenea, Thomson Reuters, Highly Cited Research: 